# Pampa Colorada
Pampa Colorada ist eine Ortschaft im Departamento Potosí im südamerikanischen Andenstaat Bolivien.

## Lage im Nahraum
Pampa Colorada ist eine Ortschaft des Kanton Rosario im Municipio Colquechaca in der Provinz Chayanta. Die Ortschaft liegt auf einer Höhe von 3522 m am Zusammenfluss von Río Khari Porco und Quebrada Sama Khayma, die flussabwärts zum Río Jalsuri werden, der weiter zum bolivianischen Río Grande führt.

## Geographie
Pampa Colorada liegt am Ostrand des bolivianischen Altiplano, zwischen der Cordillera Azanaques im Westen und dem Hauptgebirgszug der Cordillera Central im Osten. Die Vegetation ist die der Puna, das Klima ist semiarid und ein typisches Tageszeitenklima, bei dem die mittlere Temperaturschwankung im Tagesverlauf deutlicher ausfällt als im Verlauf der Jahreszeiten.
Die mittlere Jahresdurchschnittstemperatur der Region liegt bei etwa 12 °C, die Monatsdurchschnittswerte schwanken zwischen knapp 9 °C im Juli und knapp 15 °C im November (siehe Klimadiagramm Pocoata). Der Jahresniederschlag beträgt nur 450 mm und fällt vor allem in den Sommermonaten, die Trockenzeit mit Monatswerten von maximal 20 mm dauert von April bis Oktober.

## Verkehrsnetz
Pampa Colorada liegt in einer Entfernung von 138 Straßenkilometern nördlich von Potosí, der Hauptstadt des gleichnamigen Departamentos.
Von Potosí aus führt die Nationalstraße Ruta 1 in nördlicher Richtung über Tarapaya, Yocalla und Cruce Culta weiter nach Oruro und El Alto, der Nachbarstadt von La Paz, und nach Desaguadero am Titicaca-See.
In Cruce Culta (früher: Ventilla) zweigt eine asphaltierte Landstraße von der Hauptstraße in nördlicher Richtung ab und erreicht über die Ortschaft Castilla Huma nach 29 Kilometern Pampa Colorada und führt weiter nach Macha.

## Bevölkerung
Die Einwohnerzahl der Ortschaft muss zwischen den letzten Volkszählungen deutlich angestiegen sein, die staatliche Reliefkarte Ayoma weist am heutigen Standort noch keinerlei Besiedlung nach, und für 1992 und 2001 weist die amtliche Statistik auch keine Ortschaft Pampa Colorada nach. Auf einem Luftbild von 2003 gibt es auf dem Gebiet der Ortschaft nur wenige Häuser.
| Jahr | Einwohner         | Quelle       |
| ---- | ----------------- | ------------ |
| 1992 | keine Detaildaten | Volkszählung |
| 2001 | keine Detaildaten | Volkszählung |
| 2012 | 342               | Volkszählung |
| 2024 |                   | Volkszählung |

Die Region weist einen deutlichen Anteil an Quechua-Bevölkerung auf, im Municipio Colquechaca sprechen 78 Prozent der Bevölkerung die Quechua-Sprache.